# William Thomas Ward
Pour les articles homonymes, voir Ward.
William Thomas Ward, né le 9 août 1808 dans le comté d'Amelia, État de Virginie et décédé le 12 octobre 1878 à Louisville dans le comté de Jefferson, État du Kentucky, fut un homme politique et major général de l'Union.
Il est enterré à Louisville dans le comté de Jefferson, État du Kentucky.

## Avant la guerre
William Thomas Ward entre en tant que commandant le 4 octobre 1847 dans le 4th Kentucky Volunteers et participe à la guerre américano-mexicaine. Il quitte le service actif le 25 juillet 1848.
Il est élu à la chambre des représentants du Kentucky en 1850, puis en 1851 il est élu au 32e congrès de la chambre des représentants des États-Unis sous les couleurs du parti Whig.

## Guerre de Sécession
William Thomas Ward est nommé brigadier-général le 18 septembre 1861. Il commande la 3rd division du XX corps en remplacement du général Daniel Butterfield tombé malade lors de la campagne d'Atlanta. Il est breveté major-général le 24 février 1865. Il participe à la marche de Sherman vers la mer et à la campagne des Carolines.

## Après la guerre
William Thomas Ward quitte le service actif le 24 août 1865 et reprend ses activités d'avocat à Louisville au Kentucky.